# 全肢體反應教學法
全肢體反應教學法（英語：Total physical response, TPR），是由圣何塞州立大学心理学名誉教授James Asher开发的一种语言教学方法。以协调语言和肢体动作為基础，在全肢體反應教學法中，教师用目标语言通过肢体动作向学生发出命令，学生以全身动作回应。

## 原则
全肢體反應教學法是语言教学理解進路的一種。理解進路，强调「听」的重要性，在語言学习的早期阶段不需要「說」。 全肢體反應教學法中，不会要求學生发言。相反地，教师將等到学生通过聆听掌握足够多的语言能力，才开始讓學生自发地说话。 在教学的早期階段，学生可以用自身母语回应教师。 
虽然大部分课堂时间都花在了听力理解上，但该方法的最终目标是提高口說流利度。 Asher 认为发展听力理解技能是发展口說技能的最有效方式。 
全肢體反應教學法的课程围绕语法进行组织，尤其是围绕动词。教师根据该课要学习的动词和词汇发出命令。 然而，全肢體反應教學的教學重點是「意义」，不同於其他基于文法的方法（如语法翻译）。 
文法，是讓學生通过归纳法学习，而非明確交受。 除了解碼收到的訊息以找到其意義之外，学生还应通过接触口语資訊，下意识地掌握语言的文法结构。这种聆听方法称为codebreaking。 
全肢體反應教學法既是教学技巧，也是语言教学理念。教师不必局限于技术，根据原则，进行教学。 
由于学生只需要听而不是说，因此教师全权负责决定学生听到的内容。 

## 研究
Asher 进行了大量的科学研究来检验和完善他的假设和全肢體反應教學法的教学实践。在俄语的測試中，Asher 和 Price 发现成人的表现优于儿童。 
2018年，在土耳其，Adnan Oflaz的的研究表明，全肢體反應教學法可以减少学生的焦虑。Oflaz的研究中，为期六周的时间里，每周使用全肢體反應教學法方法两个小时，“那些焦虑水平高的[学生]和那些焦虑程度非常接近高水平的学生……下降到中等水平等级。”  Oflaz还观察到，学生不会有意回避需要说目标语言（德语），更愿意说目标语言，有些学生甚至“渴望馬上说话。” 

## 腳註
1. ↑  Larsen-Freeman 2000，第107–108頁.
2. ↑  Byram 2000，第631–633頁.
3. ↑  Rosenthal 2000，第78–79頁.
4. ↑  Richards & Rodgers 2001，第75頁.
5. ↑  Richards & Rodgers 2001，第73, 75–76頁.
6. 1 2  Richards & Rodgers 2001，第75–76頁.
7. ↑  Cook 2008，第131–132頁.
8. ↑  Richards & Rodgers 2001，第76頁.
9. ↑  Cook 2008，第162頁.
10. ↑  Cook 2008，第148頁.
11. ↑  Oflaz, Adnan.  (PDF). Journal of Language and Linguistic Studies. 2019, 15: 70–82  [2023-03-29]. S2CID 150657465. doi:10.17263/jlls.547616. （原始内容存档 (PDF)于2023-03-29） –ebscohost.
12. ↑  Oflaz, Adnan. . Journal of Language and Linguistic Studies. 2019, 15 (1): 70–82  [2023-03-29]. ISSN 1305-578X. doi:10.17263/jlls.547616 . （原始内容存档于2023-03-29） （英语）.